# Messaggero d'amore
Messaggero d'amore (The Go-Between) è un film del 1971 diretto da Joseph Losey.
Il film, il cui soggetto è tratto dal romanzo L'età incerta di L. P. Hartley, vinse il Grand Prix come miglior film al Festival di Cannes 1971.

## Trama
Norfolk, Inghilterra, 1900: il tredicenne Leo, di famiglia modesta, è invitato a trascorrere l'estate nella tenuta di un compagno di collegio, facente parte dell'Aristocrazia, divenendo presto il corriere delle missive segrete tra la bella Marian Maudsley, sorella del suo amico, e Ted Burgess, un aitante fattore. Ammira l'uomo, adora Marian ed è pronto a correre ogni rischio per i due. Scoprirà a proprie spese la differenza di censo e la perfidia che si nasconde dietro il formalismo della società vittoriana. Con la vacanza al termine, la madre di Marian, insospettitasi del ragazzo, gli rivelerà brutalmente il retroscena.
Ormai anziano, Leo rivede Lady Marian e la ascolta riportare gli avvenimenti che seguirono quell'estate. Ted si suicidò. Il nobile fidanzato la sposò pur sapendola incinta dell'amante. Priva degli affetti, deceduti prematuramente, Marian desidera che il nipote infelice conosca la verità e il grande amore che generò suo padre e per  tale scopo ritiene che non vi sia persona migliore che il suo fidato "messaggero d'amore" al quale assegna, a distanza di più di mezzo secolo, un nuovo e delicato compito.

## Produzione
Riprese eseguite Melton Constable nel Norfolk
La versione originale è di 116 minuti.
Il film è uscito in Gran Bretagna nel dicembre 1971 e negli Stati Uniti il 29 luglio 1971.

## Riconoscimenti
- Oscar 1972
  - Nomination alla miglior attrice non protagonista (Margaret Leighton)
- BAFTA
  - Miglior attore non protagonista (Edward Fox)
  - Miglior attrice non protagonista (Margareth Leighton)
  - Migliore sceneggiatura
  - Miglior attore debuttante (Dominic Guard)
- Festival di Cannes 1971
  - Grand Prix
- Kansas City Film Critics Circle Awards 1972
  - Miglior attrice non protagonista (Margaret Leighton)

Nel 1999 il British Film Institute l'ha inserito al 57º posto della lista dei migliori cento film britannici del XX secolo.